# 富士正晴記念館
富士正晴記念館（ふじまさはるきねんかん）は大阪府茨木市にある文学館。

## 概要
富士正晴は茨木市内の竹林に住して、竹林の隠者と称された作家で、同人誌『VIKING』を創刊して、多くの後輩作家を育てた。
没後、昭和63年（1988年）冨士家より茨木市に寄贈された資料を展示する目的で、茨木市立中央図書館に併設して開館した。

## 施設
- 展示室

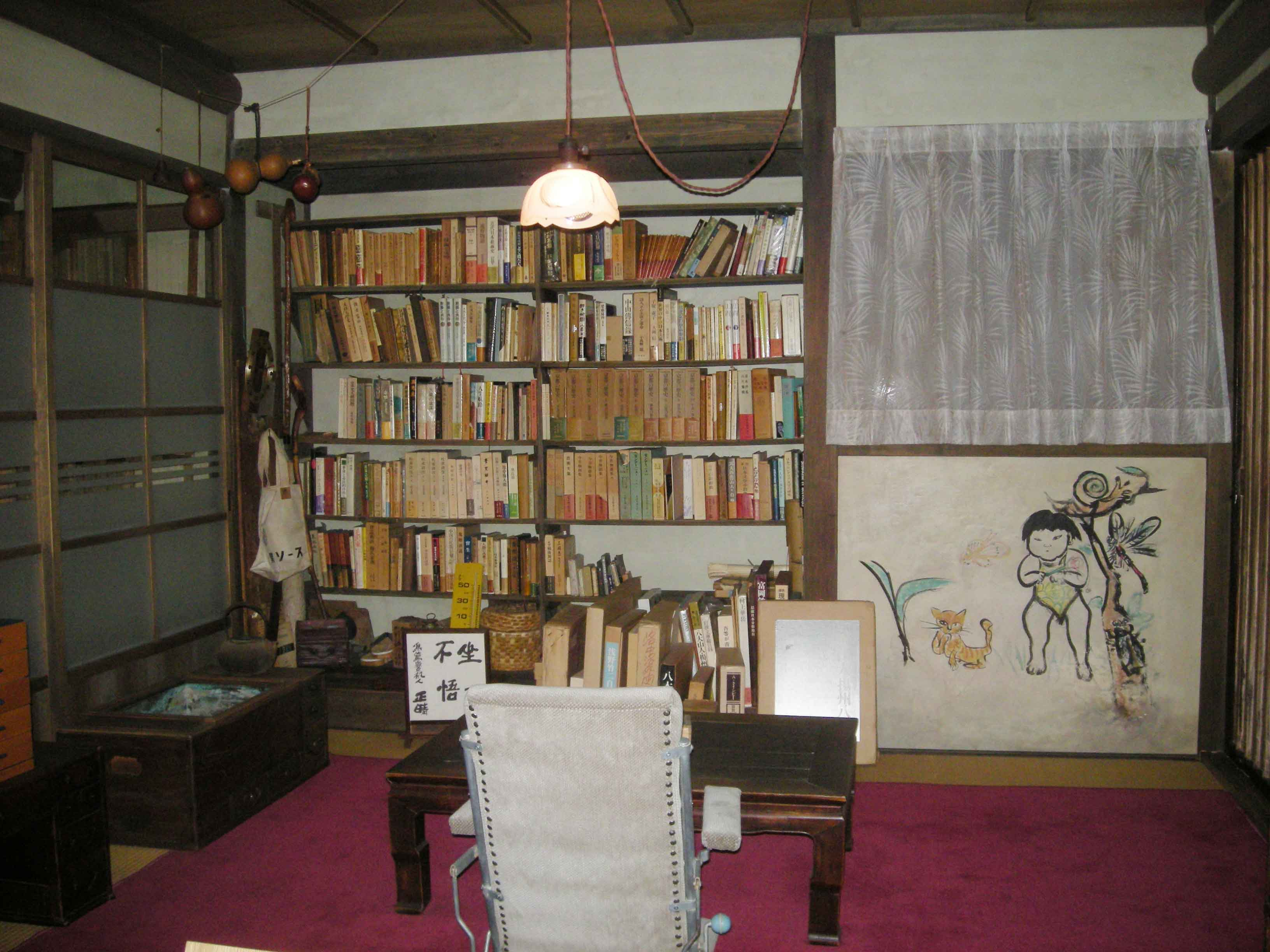
書斎復元模型

- 収蔵庫　書籍・雑誌・原稿・書簡など、約8万点

## 利用情報
- 開館時間：9時 - 17時
- 休館日：第2・3・4・5月曜日（祝日と重なる場合は開館し、その翌々日に休館）、年始年末、資料点検期間。
- 入場料：無料

## 周辺情報
- 茨木市立中央図書館
- 茨木市立川端康成文学館

## 交通アクセス
- JR京都線茨木駅より阪急バス80系統中央図書館前下車。
- 阪急京都本線茨木市駅より阪急バス80系統中央図書館前下車。